# カピタニア制
カピタニア制 （カピタニアせい、ポルトガル語: capitania [kɐpitɐˈni.ɐ] ）は、ポルトガル海上帝国時代に存在したポルトガルの植民地統治制度。カピタニアは植民地の行政区画名としても使用された。
封建制の一種で、国王が、有力者に対する褒賞として一定の海外領土を寄贈して領主（ドナタリオ）とし、領主はその土地の実際の管理を代理人（カピタン）に任せてその世襲も認めた。

## カピタニア制

### マディラ諸島
カピタニア制が導入されたのはエンリケ航海王子によるマデイラ諸島の開拓だった。
彼および彼の後継者（歴代のヴィゼウ公）は、マディラを「寄贈された者」としてドナタリオと呼ばれ、与えられた土地はドナタリアとも呼ばれた。彼らは名目上の領主になったが、王室に連なる者としての義務と職務を果たすために本土に留まり、大西洋を渡ることはなかった。領土を与えた国王としても、ドナタリオを実際に現地に送ることは考えてなかった。
ドナタリオは実際に現地を管理するため、さらにカピタン・ド・ドナータリオ（capitães do donatário）という代理人を任命して権限を委譲した。
マデイラ諸島は以下の3つのカピタニアに分割され、それぞれ島の探険に貢献した航海者がカピタンに任じられた。
- フンシャルを含むマデイラ島の半分はジョアン・ゴンサルヴェス・ザルコに。
- マヒコ（英語版）を含むマデイラ島の残り半分はトリスタン・ヴァス・テイシェイラに。
- ポルト・サント島はバルトロメウ・ペレストレロ（英語版）に。

カピタニア制はマデイラで用いられたのち、それにつづいて開拓されたアゾレス諸島、さらに他の島々やアフリカ沿岸部の拠点でも施行された。
ポルトガルの海外領土の拡大により、この制度はさらにポルトガル領インドや新大陸（ブラジル）を含む他の領土にも拡大された。

### アゾレス諸島
マデイラで手法が確立されたことで、アゾレスへの移住と開発を促進するために、諸島はさまざまなカピタニアに分割された。
カピタニアの創設について、アゾレス諸島全体での統一された方針のようなものはなかった。開発の進め方についても、それぞれのカピタンたちの努力に委ねられていた。
航海者のゴンサロ・ヴェーリョ・カブラルは、 サンタマリア島の発見と開拓に続いて、アゾレスで最初のカピタン・ド・ドナータリオに任命された。
彼は現地の海岸沿いの土地 (現在のポーボアサン) に住居を用意し、最初のポルトガル人開拓者を呼び寄せた。開拓者たちは、そこから彼らの土地を切り開いていった。
16世紀までに、同様にして以下の8つのカピタニアが開発された。サンミゲル、サンタマリア、グラシオーザ、サンジョルジェ、プライア（テルセイラ）、アングラ（テルセイラ）、ファイアル＝ピコ、フローレス＝コルボである。
たいていは島単位でひとつのカピタニアが設置されていたが、例外的にテルセイラ島は2つのカピタニアに分割された。
また、隣り合っていたファイアル島とピコ島は、もともとは別々のカピタニアとして開発される予定だったが、ファイアル島を管理していたヨース・ファン・ホーターがピコ島も担当した。
逆に、サンミゲル島とサンタマリア島は2島あわせて一つの領土だったが、ゴンサロ・ヴェーリョ・カブラルはサンミゲルのカピタンの権利を2000クルサードと大量の砂糖でルイ・ゴンザレス・デ・カマラに売却した。
さらに、老いたヴェーリョ・カブラルはカピタニアを離れて1460年にリスボンに戻り、甥のジョアン・ソアレス・デ・アルベルガリアインがカピタニアを担当した。
後年、アゾレス諸島のカピタンたちは、自ら現地に住むか、そうでない場合はリスボンに住んで管理人として働き、現地には代官、監査役（葡: ouvidores）、治安判事を置くようになった。
カピタンたちは、新しい植民地への関心をかきたて、入植地を発展させる責任があった。それは主に、ポルトガルの北部と南部から貧しい人々を移住させることによって達成された。
国王はまた、ポルトガル領土を維持し、その産物を王国に輸出することと引き替えに、ドナタリオの開発に関心を示した外国人（ファン・ホーターなど）にこれらの土地のカピタンを任せることを認めた。

### ブラジル

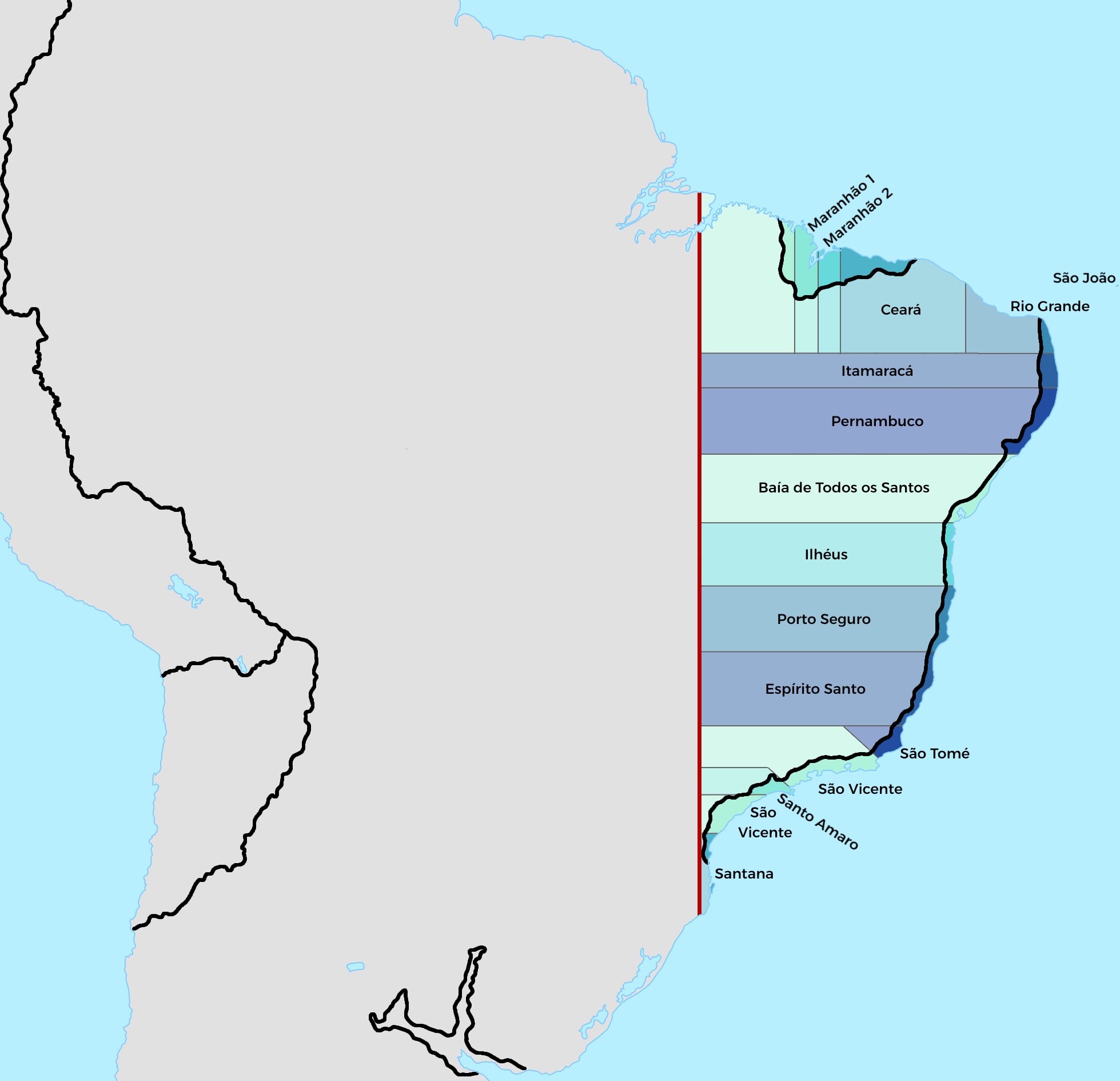
1534年のブラジルのカピタニアの配置図

マデイラとアゾレス諸島でカピタニア制が成功した後、ジョアン3世は当時「聖十字架の地 (Terra de Santa Cruz)」 と呼ばれていたブラジルにも同じ手法を用いようとした。
ブラジルのカピタニアは、それぞれ50リーグ幅（実際にはかなり異なる）の帯状の土地で構成された。各カピタニアは赤道と平行に分割され、大西洋に面した大陸の東岸から、ポルトガルとスペインの植民地の境界を定めたトルデシージャス条約（1494年）の分割線上まで、内陸に細長く伸びるように広がっていた。そして、それぞれの土地は、一人のカピタン・モールcapitão-morまたはカピターノ・ドナータリオcapitão-donatárioに与えられた。彼らは貴族である場合とそうでない場合があった。
だが、島と違って、広大な大地をカピタニア制で統治することは難しかった。
全部で15のカピタニアが設立されたが、1549年までの段階で経営が成り立ちそうだったのは、以下の4つのカピタニアだけだった。
- ペルナンブコ
- サン・ヴィセンテ
- イリェウス
- ポルト・セグロ

崩壊しつつあるブラジルの植民地を救うため、1549年にジョアン3世はあらたに総督としてトメ・デ・ソウザを、さらにマヌエル・ダ・ノブレガの指導するイエズス会も植民地に送り込んだ。
彼らの規律の下で、そして後の総督であるメン・デ・サ（1557年 – 1572年）の統治の下で、植民地は機能しはじめた。1580年までに、ブラジルは経済的に見込みの立つ植民地になった。
しかし以後もブラジルでカピタニア制が廃止されたわけではなく、概ね以下の三種の領域が混在していた。
- ドナタリオ制に基づくカピタニア
- ドナタリオでなく王に従うカピタニア
- 州（葡: províncias）